# Mariage homosexuel aux Pays-Bas
- Mariage homosexuel
- Autre type de partenariat (ou concubinage)
- Cohabitant enregistré
- Mariage reconnu dans une mesure limitée mais non célébré
- Unions de personnes de même sexe non reconnues
- Mariage interdit par la Constitution

Le mariage homosexuel est autorisé aux Pays-Bas depuis le 1er avril 2001, date de l'entrée en vigueur de la loi du 21 décembre 2000. Les Pays-Bas sont le premier pays au monde à reconnaître le mariage homosexuel.

## Histoire
Dès 1969, Harry Thomas revendique le mariage homosexuel et fonde le Parti homophile. L'association pour l'émancipation des homosexuels COC Nederland n'est alors pas en faveur du mariage mais partisan d'une union libre où plusieurs modalités peuvent coexister (mariage, union monogame, union libre). En 1970, Harry Thomas se voit refuser la bénédiction de son union par l'église catholique. 
Dans les années 1980, le juriste Jan Wolter Wabeke entrevoit une possibilité légale pour unir civilement des personnes de même sexe. Il s'associe avec le journaliste Henk Krol et, en 1988, la fondation Les amis du Gay Krant, soutenue par ce journal, entame une campagne en faveur du mariage des personnes de même sexe. Le couple formé par Gerard Kuipers et Frans Stello, soutenu par la fondation, entame alors une procédure judiciaire pour pouvoir se marier.  L'arrêt du tribunal d'Amsterdam reconnaît en 1989 que "la loi ne spécifie nulle part que le mariage est réservé à un homme et une femme mais que cela n'exclu pas que le législateur ait voulu réserver la mariage à un homme et une femme". 
Lorsqu'en 1994 le premier gouvernement socialiste-libéral entre en fonction, une centaine de communes ont déjà ouvert des registres d'union homosexuelle. En 1995, le parlement néerlandais met sur pied une commission ayant pour mission l'évaluation de la possibilité de mise en place d'un mariage homosexuel et, quatre ans plus tard, la ministre de la justice Elizabeth Schmitz fait une proposition pour la légalisation d'une union homosexuelle. La loi est adoptée le 5 juillet 1997.
Le partenariat enregistré, conçu pour les couples hétérosexuels et homosexuels, entre en vigueur le 1er janvier 1998. Cependant, la loi n'ouvre aucun droit au lignage et le partenaire masculin doit entamer une procédure de reconnaissance de paternité séparée. La dissolution du partenariat enregistré est aussi beaucoup plus simple que la procédure de divorce. Les autres effets sont identiques au mariage.  Entre 1998 et 2001, le tiers de ces unions était le fait de couples hétérosexuels. En 2001, le partenariat enregistré pouvait être converti en mariage. Cependant, cette procédure étant le plus souvent utilisée pour parvenir à un divorce express, elle a été abolie en 2009. 
En 1998, un second gouvernement socialiste-libéral entre en fonction et le nouveau ministre de la justice Job Cohen ouvre le débat sur le mariage de même sexe à la Chambre des représentants et au Sénat. La loi autorisant le mariage entre personnes de même sexe entre en vigueur le 1er avril 2001. C'est une première mondiale.  
Les quelques changements de la législation, destinés à faire face aux inégalités (notamment en ce qui concernait la succession), ont conféré à ces unions, aux yeux de la loi, les mêmes droits et les mêmes devoirs que le mariage.
Les îles de Bonaire, Saint-Eustache et Saba, qui constituent les Pays-Bas caribéens, adoptent la loi le 10 octobre 2012.
Le mariage homosexuel est par la suite devenu légal le 12 juillet 2024 à Aruba et Curaçao sur décision de la Cour suprême. Seul Saint-Martin ne reconnait pas le mariage entre personnes du même sexe.

## Circonstances d'adoption de la loi
Cette reconnaissance a donné lieu à de vifs débats.
| Parti                                                  | Pour | Contre | Abstention |
| ------------------------------------------------------ | ---- | ------ | ---------- |
| Parti travailliste (PvdA)                              | 41   | 1      | 3          |
| Parti populaire pour la liberté et la démocratie (VVD) | 36   | 0      | 2          |
| Appel chrétien-démocrate (CDA)                         | 3    | 24     | 2          |
| Démocrates 66 (D66)                                    | 14   | 0      | 0          |
| Gauche verte (GL)                                      | 10   | 0      | 1          |
| Parti socialiste (SP)                                  | 5    | 0      | 0          |
| Union chrétienne (CU)                                  | 0    | 5      | 0          |
| Parti politique réformé (SGP)                          | 0    | 3      | 0          |
| Total                                                  | 109  | 33     | 8          |

| Parti                                                  | Pour | Contre |
| ------------------------------------------------------ | ---- | ------ |
| Appel chrétien-démocrate (CDA)                         | 0    | 20     |
| Parti populaire pour la liberté et la démocratie (VVD) | 19   | 0      |
| Parti travailliste (PvdA)                              | 15   | 0      |
| Gauche verte (GL)                                      | 8    | 0      |
| Démocrates 66 (D66)                                    | 4    | 0      |
| Union chrétienne (CU)                                  | 0    | 4      |
| Parti socialiste (SP)                                  | 2    | 0      |
| Parti politique réformé (SGP)                          | 0    | 2      |
| Groupe indépendant du Sénat (OSF)                      | 1    | 0      |
| Total                                                  | 49   | 26     |

## Effets juridiques
Le mariage exige les mêmes conditions et produit les mêmes effets pour les unions hétérosexuelles et homosexuelles.
Cependant, le mariage homosexuel n'a pas les mêmes effets juridiques à l'égard des enfants du conjoint. En effet si l'adoption d'enfants de nationalité néerlandaise est également possible, la filiation (reconnaissance de l'un des conjoints comme parent des enfants de l'autre) n'est pas automatique. Toutefois une personne peut adopter les enfants de son conjoint.

## Mariage avec un conjoint étranger
Un mariage homosexuel avec un conjoint étranger est reconnu valable si la législation du pays d'origine de celui-ci reconnaît un tel mariage. Si cette législation ne l'autorise pas, le mariage n'est valable que si les deux conjoints ou l'un d'entre eux ont leur résidence habituelle aux Pays-Bas
.